# Litsea orocola
Litsea orocola är en lagerväxtart som beskrevs av André Joseph Guillaume Henri Kostermans. Litsea orocola ingår i släktet Litsea och familjen lagerväxter. Inga underarter finns listade i Catalogue of Life.